# Dichapetalum reliquum
Dichapetalum reliquum är en tvåhjärtbladig växtart som beskrevs av Kriebel och Al.Rodr.. Dichapetalum reliquum ingår i släktet Dichapetalum och familjen Dichapetalaceae. Inga underarter finns listade i Catalogue of Life.